# Symfonie nr. 4 (Egge)
Klaus Egge voltooide zijn Symfonie nr. 4 in november 1967. Het werk is geschreven op verzoek van het Detroit Symphony Orchestra, dat destijds onder leiding stond van dirigent Sixten Ehrling. Deze combinatie verzorgde dan ook de eerste uitvoering op 28 maart 1968.
Egge's werk valt uiteen in drie stijlperioden en deze symfonie valt in de laatste. Egge experimenteerde in de jaren zestig met de dodecafonie. Hij probeerde die te laten versmelten met het voornaamste element uit zijn eerste twee perioden: de Noorse volksmuziek. 
Een invalshoek voor deze symfonie vond Egge in het BACH-motief dat hij aanvulde met zijn eigen motief EGGE. Om de twaalftoonsreeks vol te krijgen paste hij Es, Ges, As, F, D en Cis in. Binnen het werk is het BACH-motief het duidelijkst herkenbaar, zeker in de eerste sectie van de symfonie, waarin een fuga het belangrijkste onderdeel is. 
Ondanks de twaalftoonstechniek streefde Egge ernaar om een melodie te vinden binnen de tonenreeks. Daarom maakte hij een vrij gebruik van de dodecafonie. De symfonie besluit met een serie dezelfde akkoorden, die crescendo worden gespeeld en eindigt dan relatief plotseling, zonder duidelijk slotakkoord.
Het werk is doorgecomponeerd in drie in elkaar overlopende secties (snel, langzaam, snel): Allegro energica – Molto adagio – Allegro molto.

## Orkestratie
- 1 piccolo, 2 dwarsfluiten, 2 hobo’s, 1 althobo, 2 klarineten, 1 basklarinet. 2 fagotten, 1 contrafagot
- 4 hoorns, 3 trompetten, 3 trombones, 1 tuba
- pauken, man/vrouw percussie, harp, piano, celesta
- violen, altviolen, celli, contrabassen

## Discografie
- Uitgave uit 1988 Aurora: Oslo Filharmoniske Orkester onder leiding van Sixten Ehrling in een opname die eerder via Philips verscheen.